# École de Nancy (art)
Pour les articles homonymes, voir École de Nancy.

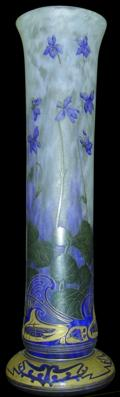
Vase Daum (Nancy), vers 1900.

L’École de Nancy, Alliance provinciale des industries d'art — ou plus simplement l'École de Nancy — est le fer de lance de l'Art nouveau en France, dont l'inspiration essentielle est à chercher dans les formes végétales — ginkgo, ombelle, berce du Caucase, nénuphar, chardon ou encore cucurbitacée — et animales, comme les libellules. Cette alliance s'appuie sur une recherche d'utilisation poussée dans la verrerie, la ferronnerie, l'acier, le bois, pour mettre le beau dans les mains de tous et ainsi faire entrer l'art dans les foyers.

## Objectifs

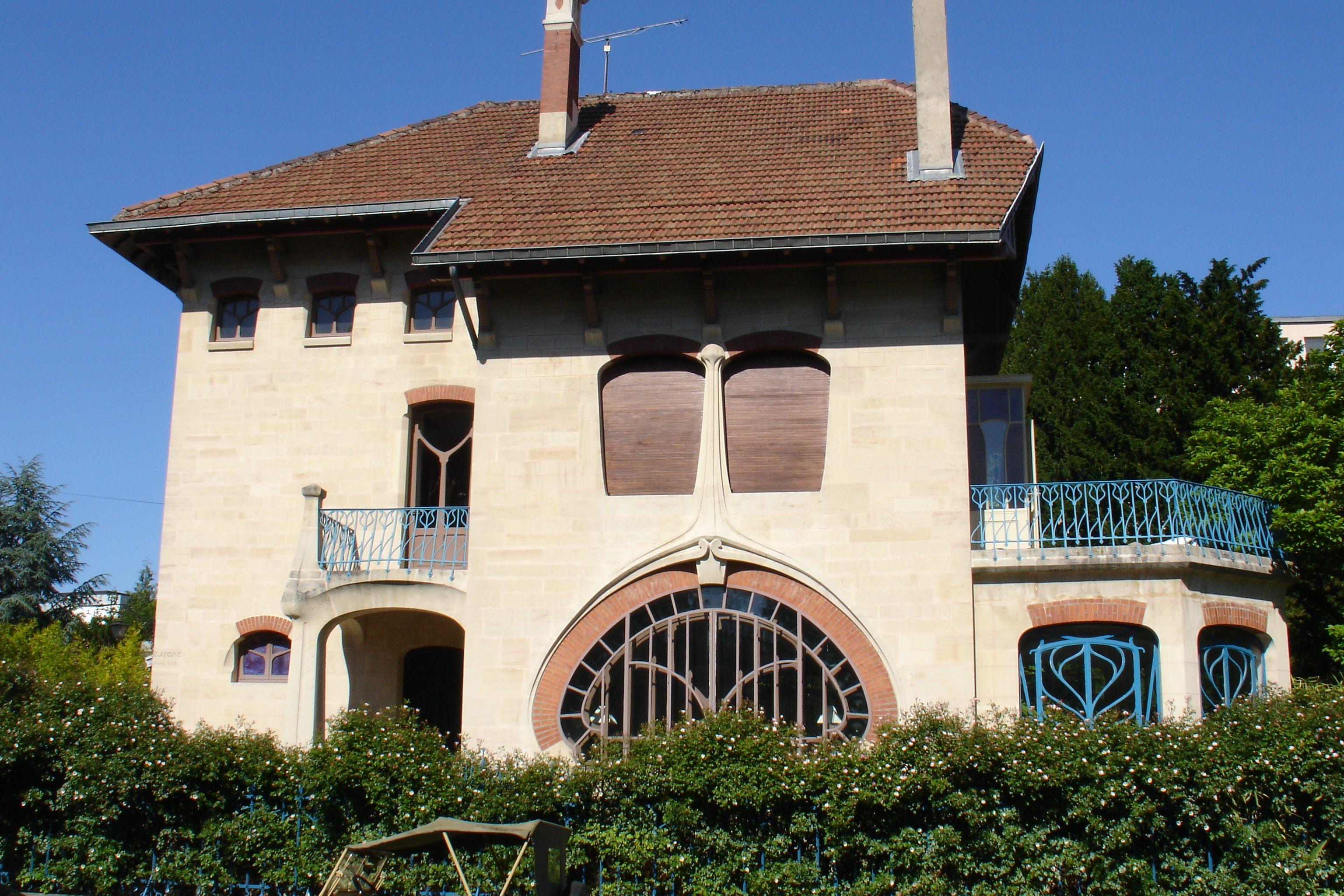
Villa Les Glycines, Saurupt.

Les fondateurs définissent l'École de Nancy comme une « sorte de syndicat des industriels d'art et des artistes décorateurs, [qui] s'efforce de constituer en province, pour la défense et le développement des intérêts industriels, ouvriers et commerciaux du pays, des milieux d'enseignement et de culture favorables à l'épanouissement des industries d'art ». Son but, tel qu'il est décrit à l'article 1 des statuts de l'association, est de « favoriser la renaissance et le développement des métiers d'art en province ».
À sa création en date du 13 février 1901, l'association est dotée d'un bureau, composé d'un président, Émile Gallé, et de trois vice-présidents, Louis Majorelle, Antonin Daum et Eugène Vallin. L'illustrateur Henri Bergé est également impliqué dans l'École et fait partie du comité des directeurs dès sa création.
L'objectif est notamment de faire rayonner la Lorraine, riche de ses nombreuses industries (aciéries, etc.) et artisanats d'art (cristalleries, ébénisteries, travail du verre, du bronze d'art, de la faïence et de la céramique), au filtre d'un sentiment patriotique issu de l'immigration de nombreux Français originaires de la "Lorraine Allemande" (actuelle Moselle) et d'Alsace  qui, toutes deux, avaient été incorporées à l'Empire allemand depuis le  Traité de Francfort de 1871. L'École de Nancy se voulait un art total par la collaboration de tous les corps de métiers (architecture, ameublement, arts décoratifs), mais également l'héritière de l'École de Metz, d'inspiration romantique, dissoute à l'annexion par l'Allemagne de l'Alsace-Moselle (1871-1919), et dont de nombreux membres ont émigré vers Nancy.

### Principes
Ses promoteurs se fixent comme but de promouvoir les arts décoratifs et la production artistique industrielle, favorisant ainsi l'accès à l'art. Ils cherchaient aussi à promouvoir le rayonnement culturel de la ville ; rassembler les travailleurs des métiers et industries artistiques, les collectionneurs, les promoteurs de l'art nouveau nancéien, dans une sorte d'association organisée ; et enfin de mettre en valeur, à échelle locale, nationale et internationale, les industries artistiques de Nancy à travers une école, un musée et des expositions. Ce projet prendra finalement forme dans le Musée de l'École de Nancy, fondé en 1964 et réunissant des œuvres représentatives des artistes du mouvement.

### Disciplines
Les membres de cette école se sont illustrés dans de nombreuses disciplines, notamment l'architecture, la verrerie et la cristallerie, le vitrail, la ferronnerie, l'ébénisterie, le papier peint, la typographie, l'imprimerie, la reliure d'art. On peut citer également d'autres terrains d'investigation, tels la broderie (Fernand Courteix), l'orfèvrerie (André Kauffer), le dessin, l'estampe, l'affiche publicitaire, la photographie.

### Influences
Au sein du mouvement artistique Art nouveau, l'École de Nancy se distingue par une réhabilitation du gothique flamboyant et du rococo, la première étant vraisemblablement un héritage de l'École de Metz.

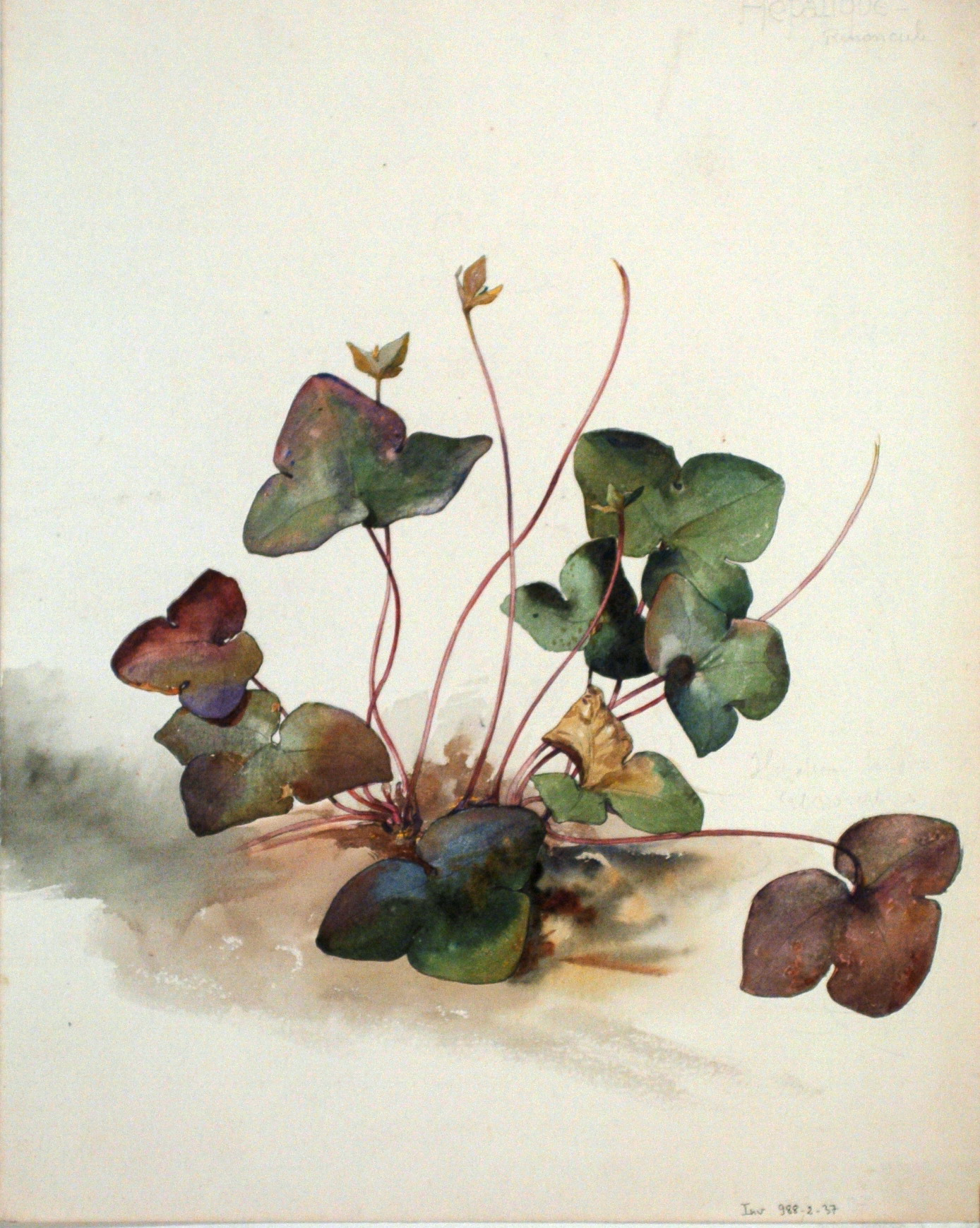
Exemple des dessins botaniques d'Henri Bergé.

La nature est une source d'inspiration importante. Elle s'inspire des décors floraux du Moyen Âge pour en faire le sujet premier de nombreuses œuvres. C'est ainsi qu'Émile Gallé fréquente l'école forestière de Nancy et collabore avec le naturaliste Alexandre Godron. Il publie plusieurs articles scientifiques. Cette inspiration est facilitée par le fait que Nancy abrite un centre d'horticulture reconnu. Ce sont également les dessins d'Henri Bergé qui servent de source d'inspiration pour l'École. L'Encyclopédie florale, sur lequel il travaillera pendant 40 ans, est un véritable répertoire végétal pour l'École de Nancy et la maison Daum.
La présence du Japonais Takashima Hokkai à Nancy, de 1885 à 1889, aura un impact sur le thème oriental de nombreuses œuvres.

### Modes de diffusion
Dès la création de l'École de Nancy en 1901, il est apparu qu'une des préoccupations majeures de ses membres était de diffuser leur production. Cette préoccupation se trouve d'ailleurs inscrite dans les statuts de l'École de Nancy. En effet, si l’association prit à bras-le-corps cette question, notamment en organisant des conférences et la publication de bulletins, elle fut également épaulée par un réseau nancéien très dynamique qui permit de multiplier les canaux de diffusion.

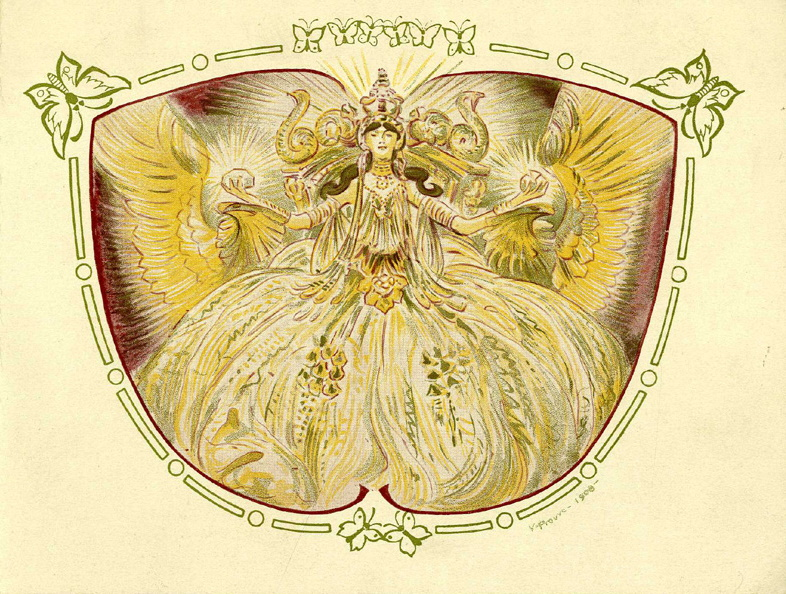
Affiche publicitaire pour les bijoux vendus aux Magasins Réunis, dessinée par Victor Prouvé et imprimée par Draeger

Parmi eux, on trouve tout d’abord la participation des membres de l'École de Nancy aux expositions nationales ou internationales. Véritables évènements tout au long de la seconde moitié du XIXe siècle, elles étaient pour les artistes l’occasion de démontrer toute la virtuosité de leur savoir-faire technique et artistique. Ces expositions, conçues comme des vitrines, permettaient aux artistes d’asseoir leur notoriété mais également de vendre leur production. On peut citer notamment l'Exposition de 1909 qui peut être perçue comme le chant du cygne de l'École de Nancy.
À cela, il fallait ajouter toute la production de papier, à savoir la presse, les catalogues de vente, les affiches et cartons publicitaires, qui se développa massivement à la fin du XIXe siècle. Nancy ne dérogeait pas à la règle, bien au contraire. Grâce à un réseau d'imprimeurs particulièrement dynamiques parmi lesquels on peut mentionner Albert Bergeret avec les imprimeries réunies, Jules Royer et les imprimeries Royer, l'imprimerie Héré, les imprimeries nancéiennes participèrent à la valorisation des industries d’art lorraines en éditant des cartes postales, des affiches publicitaires, des cartons d'invitation ou des menus. En outre, si l'École de Nancy ne fit jamais paraître de journal, les revues comme La Lorraine artiste ou Art et Industrie créée par Eugène Corbin valorisèrent les productions des industries nancéiennes.

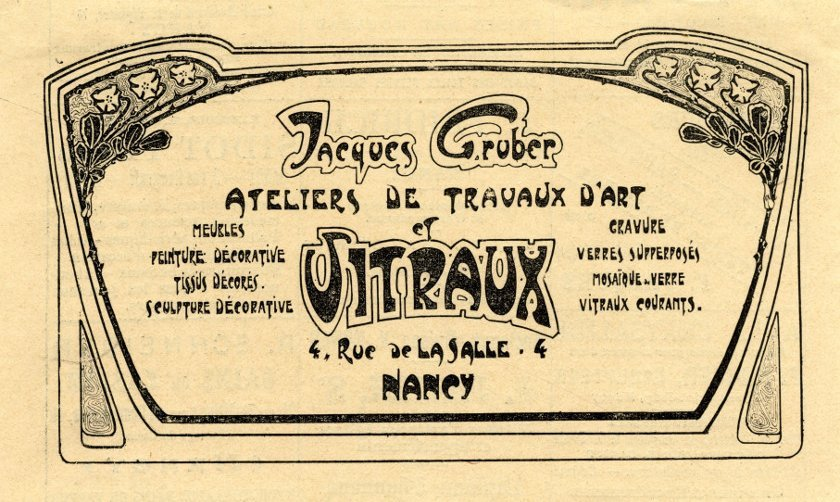
Publicité des Magasins Réunis pour Jacques Gruber ateliers de travaux d'art et vitraux

Eugène Corbin joua d’ailleurs un rôle central dans la commercialisation des artistes lorrains. En effet à la tête de la maison des Magasins Réunis, grand magasin nancéien, ce dernier mit en place toute une politique de promotion de l'esthétique Art nouveau et des préceptes de l’École de Nancy qui visaient à concevoir des objets à l'esthétique nouvelle, adaptés à la vie moderne et accessibles à tous. Outre le fait que ce grand magasin permette à des artistes comme Gruber, Majorelle ou Daum de vendre leurs réalisations, Eugène Corbin y voyait là la possibilité de participer au renouvellement des industries d'art en promouvant de nouveaux artistes. Pour cela, il organisa en 1907 des concours qui avaient pour vocation de fournir des ensembles mobiliers à l'esthétique novatrice et à moindre coût.

## Histoire
Présents depuis plusieurs années dans les expositions parisiennes, les artistes nancéiens ont l'occasion d'exposer pour la première fois leurs productions à l'exposition d'art décoratif lorrain de 1894. Plus de 76 exposants, parmi lesquels Émile Gallé, Louis Majorelle et Eugène Vallin, proposent aux galeries Poirel sept cents pièces dans diverses techniques confondues.
L'exposition d'art décoratif est le premier acte de la Société des arts décoratifs lorrains, qui donnera lieu à la naissance de l'École de Nancy.
L'activité de cette école se déroule principalement à Nancy et s'impose lors de l'Exposition universelle de 1889 à Paris, où Émile Gallé et Louis Majorelle voient leur talent reconnu : Émile Gallé reçoit le grand prix pour la verrerie et les médailles d'or et d'argent pour la céramique et le mobilier, Louis Majorelle reçoit la médaille d'argent pour le mobilier. C'est en 1909 que le mouvement connaît sa dernière manifestation collective à Nancy, dans le cadre de l'Exposition internationale de l'Est de la France. Par la suite, le style évolue lentement vers ce qui constituera l'une des impulsions de l'Art déco français.

### Contexte

#### L'Art nouveau
À la suite du mouvement Arts & Crafts né en Angleterre, l'Art nouveau se généralise en Europe durant les décennies 1880-1890. Il atteint des villes très importantes comme Barcelone, Bruxelles, Paris, Munich, Vienne, Glasgow, Prague… Le nouvel intérêt des artistes et des artisans pour la vie quotidienne rencontre l'attrait du public pour la modernité, que ce soit dans les décors urbains ou à l'intérieur des maisons. Émile Gallé expose dès 1889 à l'exposition universelle de Paris. Les artistes nancéiens se font connaître lors du salon de la Société nationale des beaux-arts de Paris en 1891 et 1893.

#### Nancy
Après le rattachement à la France au XVIIIe siècle, Nancy a perdu une grande partie de son attraction et, en 1850, elle ne compte que 40 000 habitants. Les constructions du canal de la Marne au Rhin en 1851, et de la ligne de chemin de fer reliant Paris à Strasbourg, en 1856, permettent le développement des industries chimique et sidérurgique, en entraînant un nouvel essor de la ville. Des activités traditionnelles, comme la céramique et le travail du verre, connaissent un regain.
Mais c'est l'annexion de 1871 qui fait de Nancy la capitale de l'est de la France. L'afflux d'Alsaciens-Mosellans fuyant l'annexion allemande entraîne le développement de l'activité économique et intellectuelle ainsi que la construction de nouveaux quartiers. La ville profite alors soit de leur capital, soit de leurs aptitudes, faisant faire un bond économique à l'évolution de la ville, enrichissant les marchés et améliorant la qualité des produits, notamment les produits de luxe. Les cercles académiques qui viennent s'installer dans la ville à la fin du XIXe siècle viennent aussi améliorer le niveau culturel de la ville. Nancy devient vers 1900 la ville la plus puissante de l'est de la France dans tous les domaines : politique, économique et culturel. Sa position géographique est aussi un point stratégique militaire, et elle héberge alors une garnison de 10 000 hommes, soit presque un dixième de la population de l'époque. L'Art nouveau sert de ciment culturel pour ces optants, qui ont trouvé refuge à Nancy. La ville est alors connue pour vivre de l'industrie du textile et du cuir, de la bière, du mobilier, de ses céramiques et verreries.
Cependant, la pression croissante sur les loyers entraîne la relégation des classes populaires dans les quartiers de la vieille ville et du canal.

### Prémices à la fondation de l'École
Jean Daum émigre à Nancy et y fonde en 1878 la « Verrerie Sainte-Catherine », rebaptisée ensuite « Verrerie de Nancy ». La production verrière était, depuis 1895, de style Art nouveau. Dans le domaine de l'ébénisterie, d'autres artisans vinrent s'installer à Nancy, comme Jacques Gruber, venu de Metz, et dont les réalisations firent une réputation mondiale à la ville dans ce domaine. La division de la Lorraine avait eu une importance si forte sur les mentalités que la production artistique fut inévitablement touchée, et on vit apparaître des symboles et des insignes orner les productions, à l'exemple de la Croix de Lorraine, parfois brisée. Émile Gallé l'ajoutera même pendant un temps à sa propre signature. D'autres symboles, comme Jeanne d'Arc, la devise de Nancy « Qui s'y frotte s'y pique » ainsi que la fleur associée, le chardon, tiré des armes de la ville, se virent parfois utilisés.
Plusieurs personnalités originaires de Nancy aidèrent fortement à la renommée de la ville, dont les produits furent plus prisés pendant la période de 1871 à 1900. On trouve parmi eux le critique littéraire Edmond de Goncourt, né à Nancy, Roger Marx, lui aussi natif de la ville, ami et admirateur d'Émile Gallé et dont le poste d'inspecteur général des musées lui permettra de soutenir tout ce qui est originaire de la Lorraine.

### Fondation de l'École

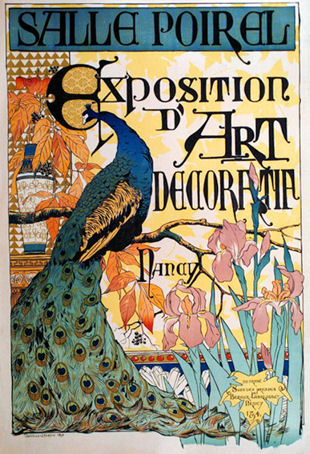
Affiche de l'exposition de 1894.

En 1894, une exposition d'arts décoratifs et industriels lorrains est organisée dans les galeries Poirel par l'architecte Charles André. Les membres de la commission de cette manifestation fondent alors la Société des arts décoratifs lorrains. C'est la première fois que les artistes nancéiens exposent ensemble.
En 1900, Émile Gallé, Louis Majorelle et les verreries Daum présentent leurs travaux à l'Exposition universelle de Paris.
En 1901, Émile Gallé rédige une lettre ouverte, publiée le 11 janvier, dans le quotidien L’Étoile de l’Est, et le 15, dans la revue La Lorraine-Artiste. Dans cet article, il propose de créer un groupement visant à la promotion du développement d'une industrie d'art en Lorraine.
L’Association de l'École de Nancy ou Alliance Provinciale des Industries d’Art est créée le 13 février 1901. Elle a pour but :
- de promouvoir le rayonnement culturel de la ville de Nancy ;
- de trouver des pratiques et thèmes propres à unir les productions des membres de l'association, tout en préservant leur autonomie ;
- de valoriser les industries d'art en créant une école, un musée, des expositions…

Elle regroupe des artistes et artisans mais aussi des entrepreneurs, des journalistes, des amateurs d'arts…
Faute de financement, seuls Majorelle et Daum peuvent participer à l'exposition des Arts Décoratifs de Turin, en 1902.
En 1903, l'École expose au pavillon de Marsan, dans le palais du Louvre, à l'initiative de l'Union centrale des arts décoratifs.
Une nouvelle exposition est organisée dans les galeries Poirel en 1904.

### Déclin

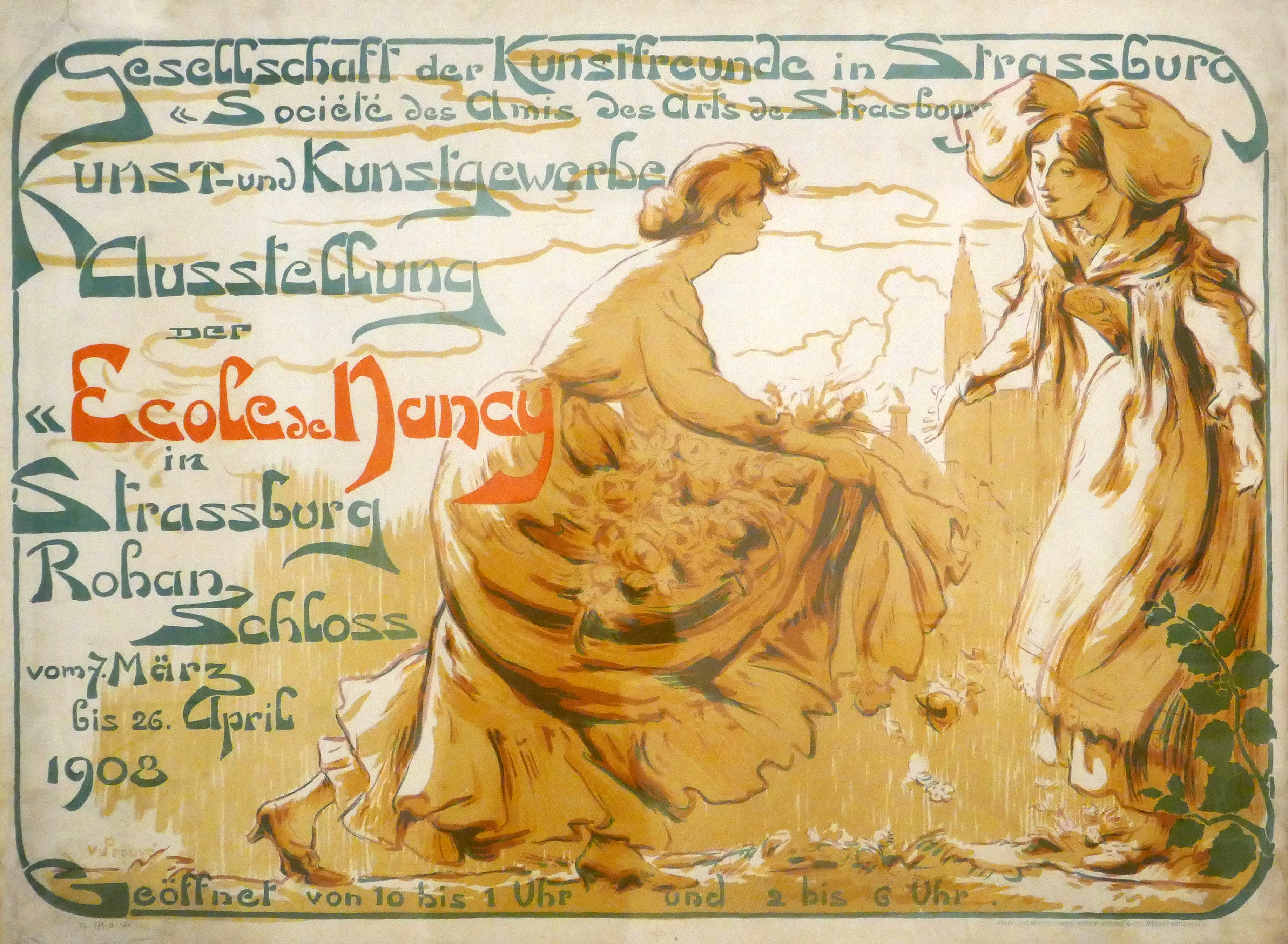
Victor Prouvé, Exposition d'art décoratif de l'École de Nancy au Palais Rohan de Strasbourg (1908).

Gallé décède le 23 septembre 1904, Victor Prouvé le remplace à la tête de l'association.
En 1909 est organisée, à Nancy, l'Exposition internationale de l'Est de la France. Les artistes de l'École de Nancy, regroupés dans un pavillon du parc Sainte-Marie, exposent ensemble pour la dernière fois.

### Marginalisation
La guerre de 1914, puis le développement du mouvement Art déco, par exemple par Daum, Gruber ou Majorelle, marginalisent l'Art nouveau. Comme dans le reste de l'Europe, le style est dédaigné jusqu'au début des années 1980.
Le musée de l'École de Nancy est inauguré en 1964.
Dans les années 1970, des opérations d'urbanisme comme celle du quartier de la gare de Nancy entraînent la destruction de nombreux bâtiments appartenant à ce courant. La verrière de Jacques Gruber, située dans l'actuel bâtiment Crédit lyonnais, est menacée de destruction en 1976. Elle est sauvée par le service des monuments historiques.

### Redécouverte
En 1985, Jos Decock réalise pour la ville de Nancy une gigantesque installation de tissu peint à l'encre noire indélébile, "Hommage à l'école de Nancy", à l'hôtel de ville de Nancy.
En 1999 est célébrée l'année de l'École de Nancy. Cet anniversaire est l'occasion de restaurer et d'exposer des œuvres qui étaient jusque-là conservées dans les réserves du musée. Entre 1998 et 2000, on réalise une opération de restauration et de mise en valeur de près de trois cent cinquante ouvrages d'architecture.
Aujourd'hui, les œuvres de l'École de Nancy participent à l'identité de la ville et constituent un vecteur de communication. En 2012, on remarquera parmi les clins d'œil à ce mouvement artistique le nouveau logo de Télécom Nancy, école d'ingénieurs de l'université de Lorraine.

## Membres du mouvement
L'École est créée formellement le 13 février 1901 par Émile Gallé, Louis Majorelle, Antonin Daum et Eugène Vallin, qui en constituaient le bureau.
Ils participent aussi au comité directeur avec Charles André, Émile André, Henri Bergé, Oscar Berger-Levrault, Albert Bergeret, Charles-Désiré Bourgon, Ernest Bussière, Paul Charbonnier, Alfred Finot, Émile Friant, Charles Fridrich, Camille Gauthier, Émile Goutière-Vernolle, Jacques Gruber, Louis Guingot, Henry Gutton, Robert Herborn, Louis Hestaux, André Kauffer, Jules Larcher, Jules Lombard, Henri Morot, Émile Nicolas, Victor Prouvé, Henri Royer, Gaston Save, Georges Léon Schwartz, Paul Souriau, Robert Steinheil, Michel Thiria, Lucien Weissenburger, Lucien Wiener, Takashima Hokkai.
Après la mort d'Émile Gallé, la responsabilité de l'École de Nancy est confiée à Victor Prouvé, élu président le 10 décembre 1904.
La dessinatrice et verrière Rose Wild est considérée comme la seule femme artiste ayant appartenu au mouvement de l'École de Nancy : formée à l'École régionale des beaux-arts de Nancy, elle est recrutée par les ateliers d’Émile Gallé vers 1898, pour préparer l'Exposition universelle de 1900. Elle y travaille jusqu'à sa mort prématurée, en 1904.

## Productions

### Verrerie

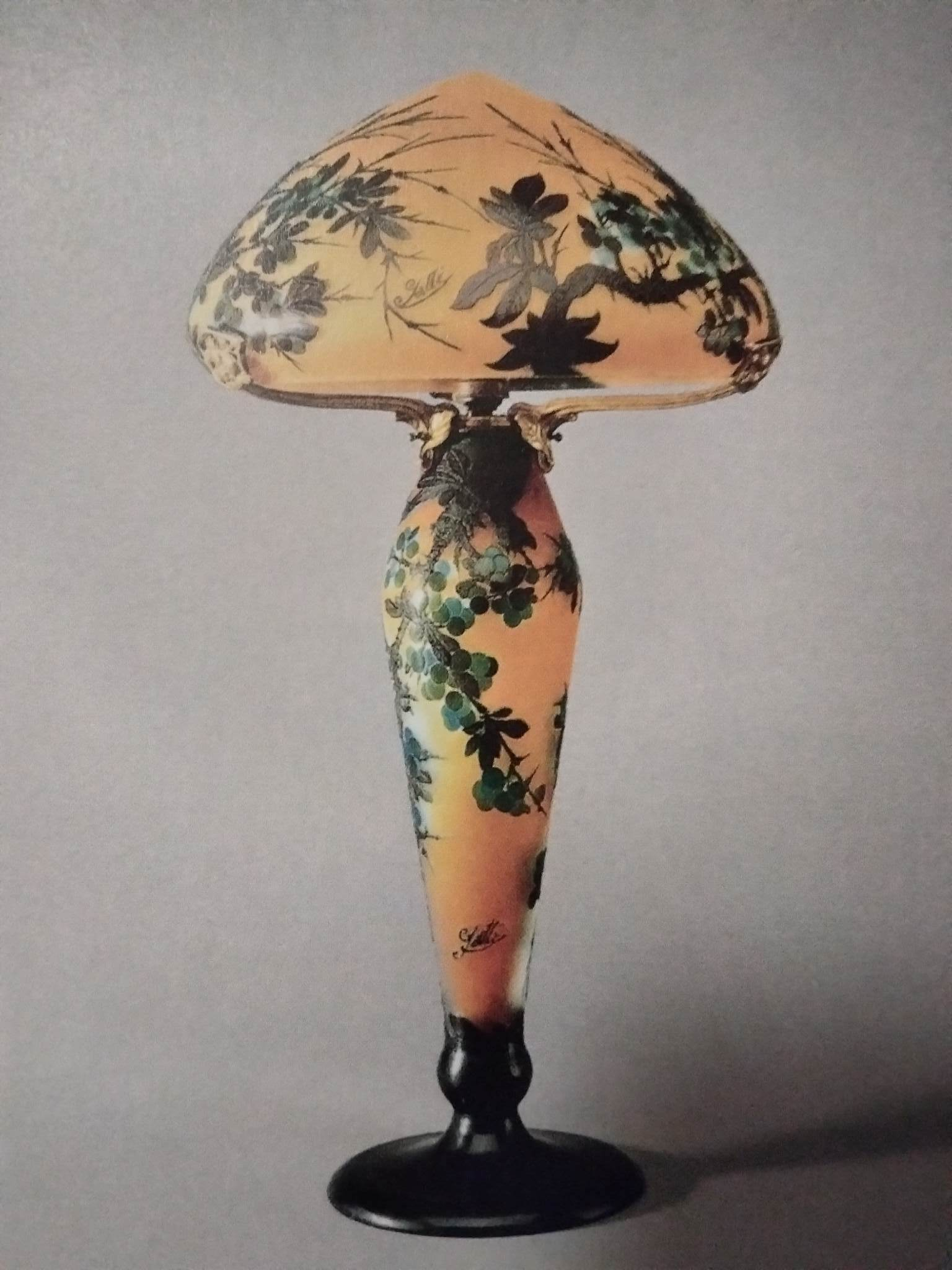
Lampe à décor de prunellier, Émile Gallé, c. 1900, 76 cm, pâte de verre avec monture en bronze, Zurich, Galerie Katharina Bütteker.

Émile Gallé a, parmi tous les matériaux qu'il a travaillé, donné une place prépondérante au verre, dont la maîtrise devint un des fers de lance de l'Art nouveau. De par sa matière même, le verre peut prendre toutes les formes, de la plus simple à la plus fantaisiste, et permet toutes sortes de traitement. Il est alors utilisé pour les lampes, faisant, grâce à la lumière produite, étalage de tout son spectre de couleurs.
La production d'Émile Gallé trouve facilement des amateurs et obtient alors une place de choix à l'international. Cependant, la qualité des pièces est très inégale et, dans l'engouement face à cette production, on en vient à oublier que beaucoup d'objets ne sont que de simples articles de confection. Si certaines pièces sont inspirées et traitées avec une virtuosité certaine, d'autres ne sont que des pièces « à la manière de ». La plupart des productions nancéiennes dégagent un sentiment de contrainte, voire de lourdeur, notamment quand elles sont mises en comparaison avec les pièces produites par l'américain Louis Comfort Tiffany. Cette caractéristique correspond cependant au goût bourgeois et c'est peut-être cela qui explique de leur immense popularité. Le style Art nouveau de l'École de Nancy n'est pas nouveau, mais est en réalité une déclinaison de modèles anciens, notamment des modèles du xviiie siècle.

#### Céramique d'art

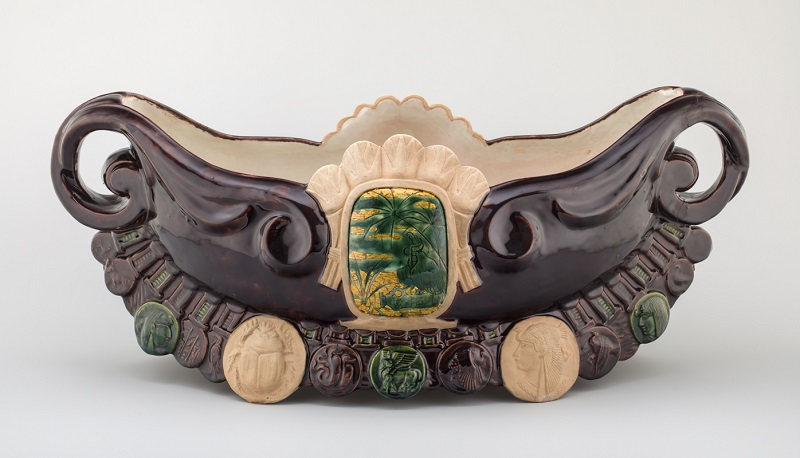
Jardinière égyptienne, Émile Gallé, 1884, faïence stannifère à décor polychrome et paillons d'or sous couverte de grand feu, réserves de terre brute jaune-rosée, Musée de l'École de Nancy.

### Céramique

#### Céramique architecturale

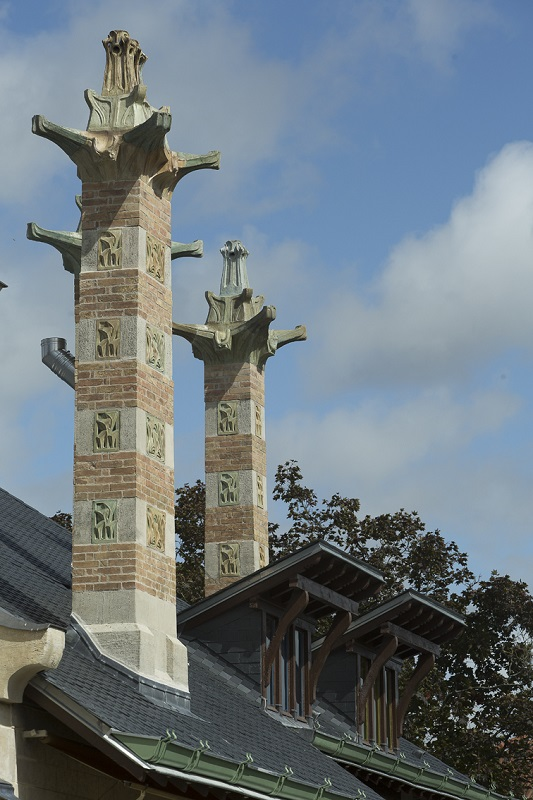
Céramiques en grès flammé d'Alexandre Bigot sur les cheminées de la Villa Majorelle.

Dès 1902, Louis Majorelle, en s'associant avec Alexandre Bigot, l'exploite pour décorer l'architecture de sa villa, alors en construction. En 1903, Majorelle se voit proposer, aux côtés de Gruber et Vallin, une collaboration avec Alphonse Cytère. Ce dernier met à la disposition des trois artistes ses usines de céramiques de Rambervillers.

### Mobilier
Le mobilier de l'École de Nancy, tout comme la verrerie produite, notamment par Émile Gallé, est l'un des fers de lance de l'Art nouveau dans cette ville. De même, ils s'inspirent aussi des meubles du xviiie siècle. Émile Gallé usait dans ce domaine d'un grand savoir-faire artisanal pour la marqueterie. À l'inverse, la production de Louis Majorelle profite d'une dynamique, d'une élégance et d'une tension moderne qu'il cherche à donner aux formes traditionnelles. Cependant, le traitement était en grande majorité de surface et non formel, puisqu'il s'agissait plus de sculpture que de construction du mobilier. L'Exposition universelle de Paris a alors montré que, même si les français pouvaient être convaincants dès lors qu'il s'agissait de recouvrir les formes traditionnelles d'une ornementation vivante, il n'en restait pas moins que le traitement mobilier n'allait pas plus loin que l'expression de formes déjà sur le déclin.

### Architecture
Symboles de progrès, le fer, puis l'acier, donnèrent à l'Art nouveau les moyens techniques nécessaires au renouvellement des formes, tant souhaité par Viollet-le-Duc, et parfois même les suscitèrent. L'ensemble des réalisations de l'architecture 1900, à Nancy, nous montre à quel point la diversité des matériaux utilisés est grande. La pierre d'Euville, le grès, la meulière, la céramique, la brique, le bois, le verre, et bien sûr le fer, sont à la disposition de l'architecte ou du décorateur. Le métal a toutefois une place à part : c'est le matériau le plus apte à s'adapter à la fois à la structure et au décor architectural. Sa nature ambivalente lui permet de transcender l'antagonisme existant entre ces deux systèmes, et d'en faire une synthèse harmonieuse.
Sur les deux cent cinquante bâtiments recensés par le ministère de la Culture, environ une cinquantaine sont protégés au titre des monuments historiques, notamment :
- la villa Majorelle ;
- le quartier de Saurupt et ses villas ;
- la brasserie Excelsior ;
- la chambre de commerce et d'industrie de Meurthe-et-Moselle ;
- le musée de l'École de Nancy qui présente la riche collection léguée par Eugène Corbin, principal mécène du mouvement ;
- le musée des Beaux-Arts de Nancy présente une riche collection Daum, dans une muséographie originale ;
- la maison Chardot, cours Léopold, flanquée d'autres demeures de style Art nouveau.

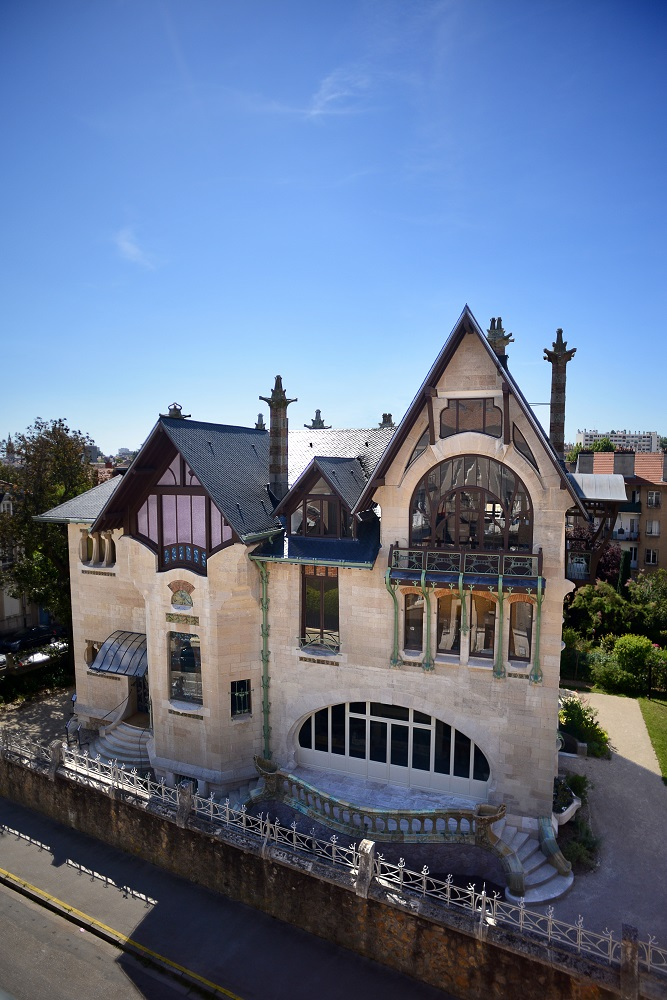
La villa Majorelle.
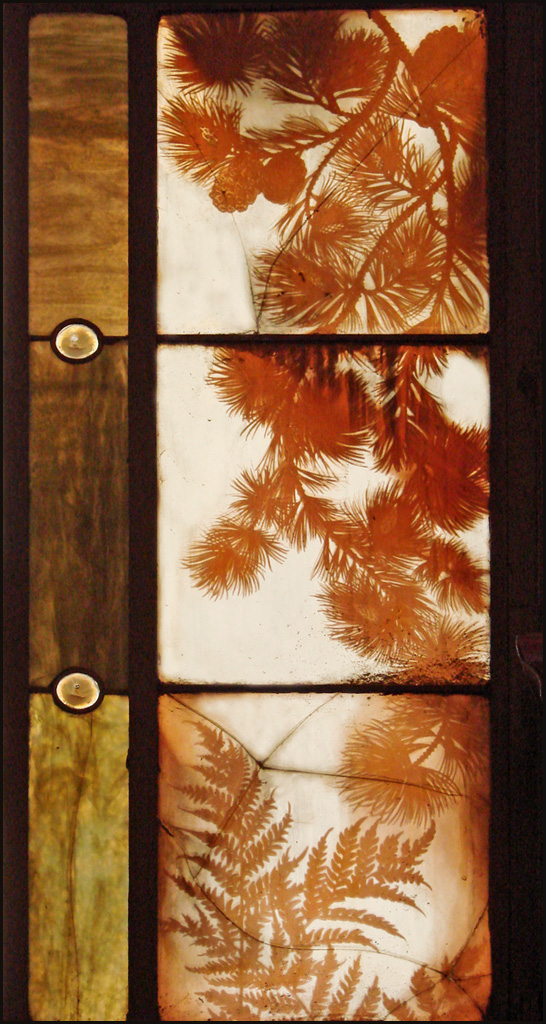
Vitrail de la brasserie Excelsior.
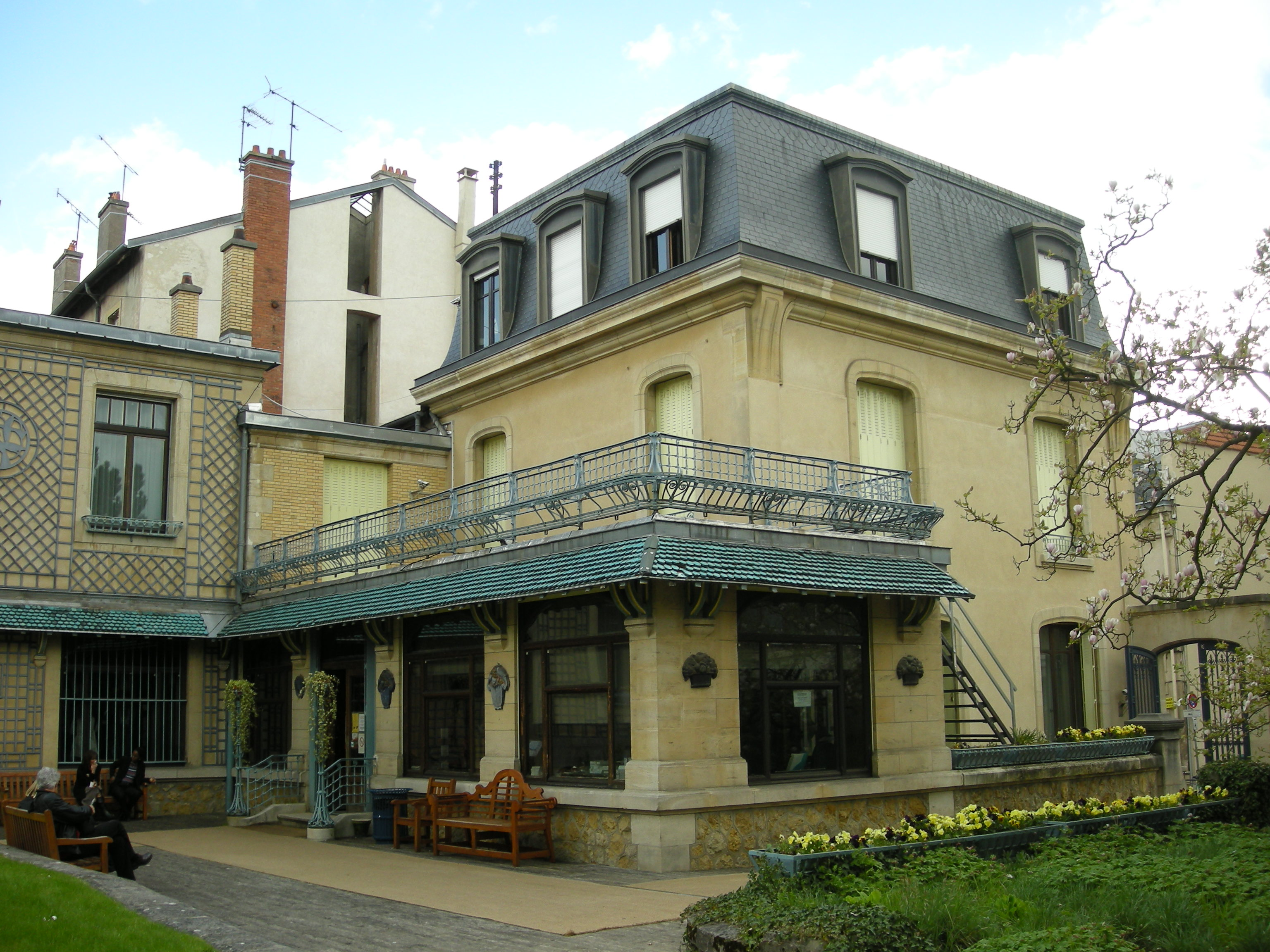
Le musée de l'École de Nancy.
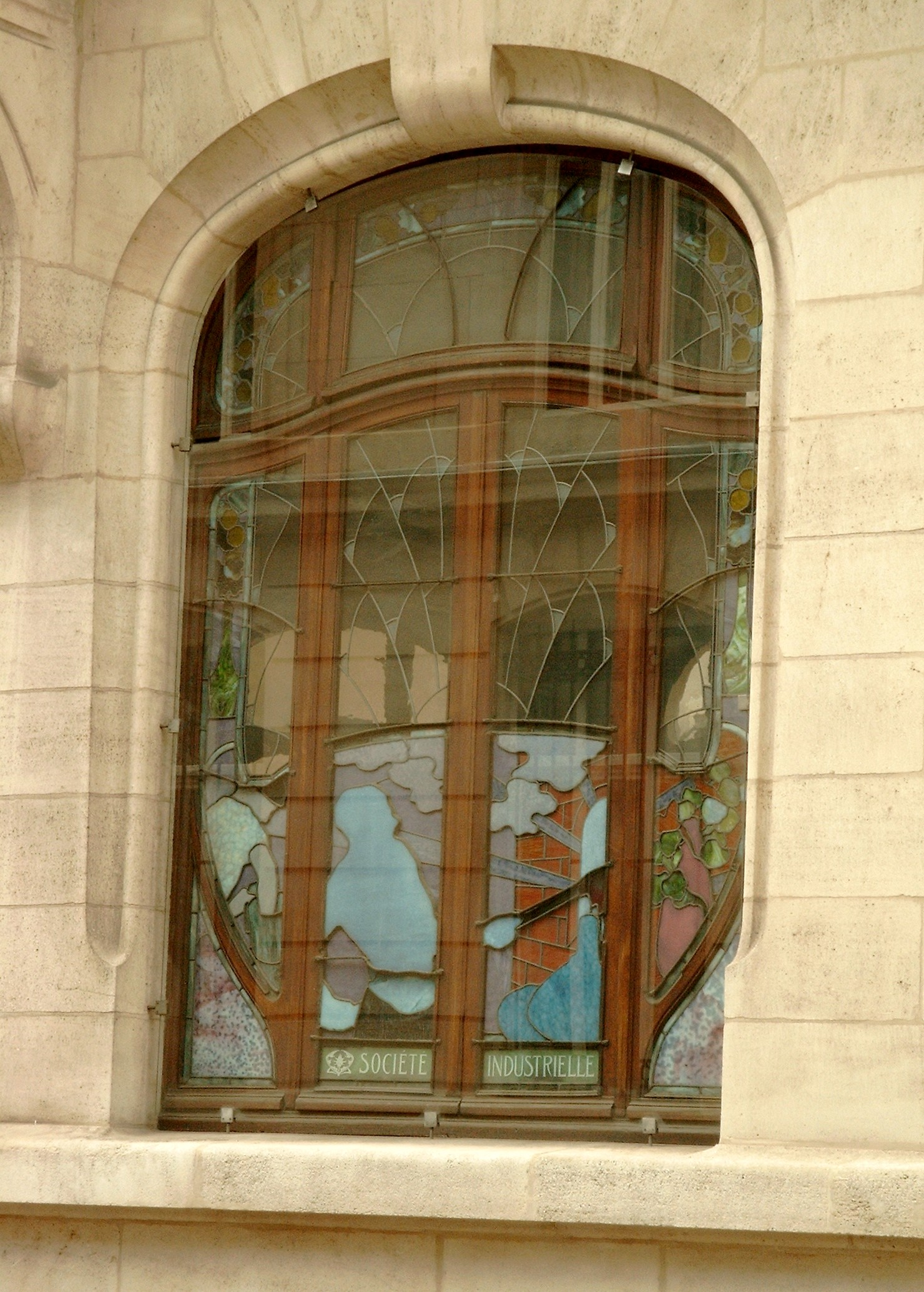
Vitrail de la chambre de commerce et d'industrie de Meurthe-et-Moselle.
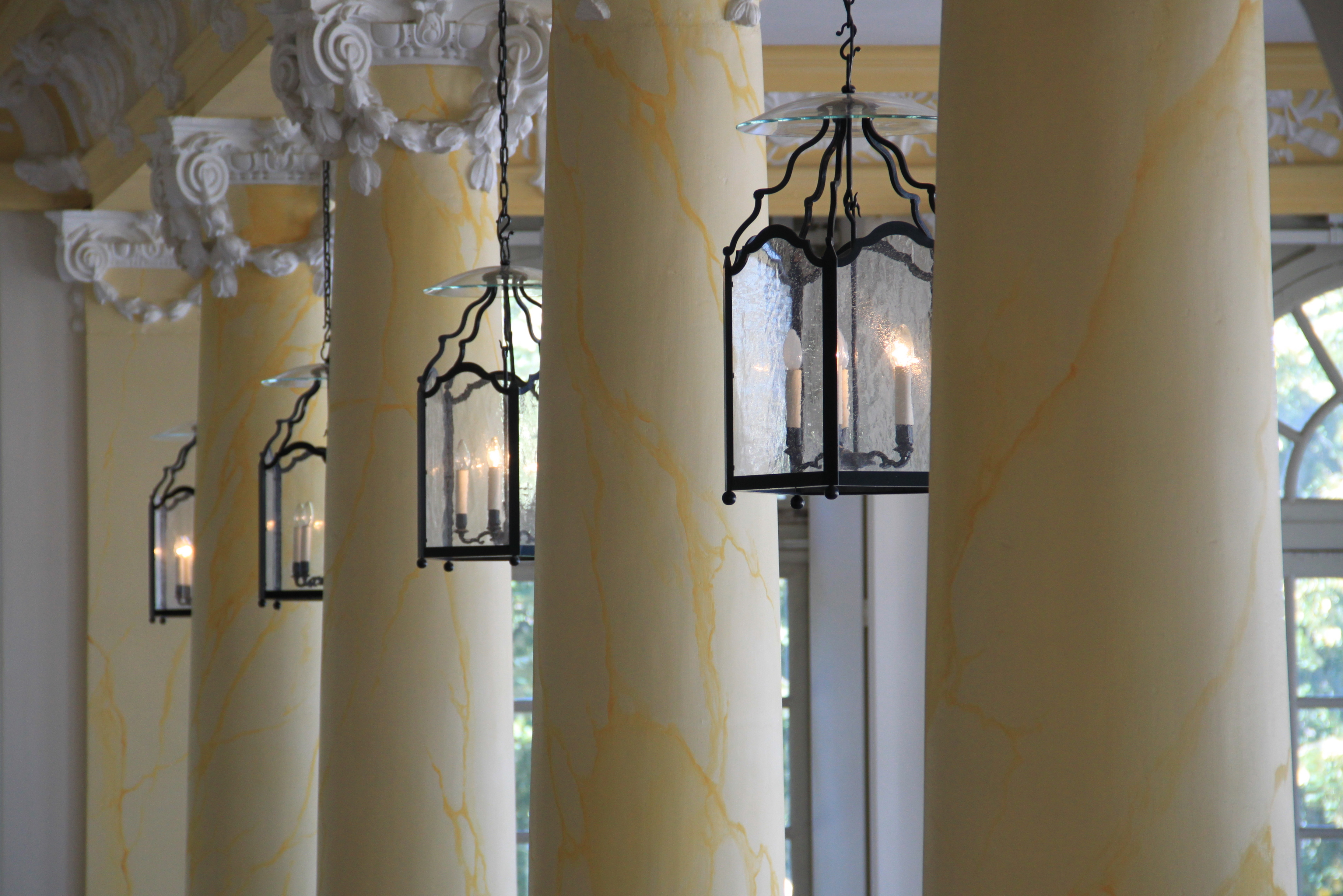
Colonnes de l'entrée du musée des Beaux-Arts de Nancy.